# Jean-Michel Régnier
Pour les articles homonymes, voir Régnier.
Jean-Michel Régnier, né le 14 mars 1966, est un kayakiste français de slalom. 
Il est médaillé d'or en kayak monoplace (K1) par équipe aux Championnats du monde 1991 à Tacen puis médaillé d'argent en K1 par équipe aux Championnats du monde 1997 à Três Coroas.